# Капрауна
Капрау̀на (на италиански: Caprauna; на пиемонтски: Cravaun-a, Краваун-а, на лигурски: Cravaüna, Краваюна) е село и община в Северна Италия, провинция Кунео, регион Пиемонт. Разположено е на 959 m надморска височина. Населението на общината е 121 души (към 2010 г.).